# Ministère du Développement régional
Pour les articles homonymes, voir Ministère du Logement et Ministère du Tourisme.
Le ministère du Développement régional (en tchèque : Ministerstvo pro místní rozvoj) est le département ministériel chargé de la politique régionale, du logement, de l'aménagement du territoire et du tourisme en Tchéquie.
Il est dirigé depuis le 17 décembre 2021 par le pirate Ivan Bartoš.

## Liste des ministres
| Nom | Nom | Nom                        | Mandat                                                         | Parti     | Gouvernement(s) |
| --- | --- | -------------------------- | -------------------------------------------------------------- | --------- | --------------- |
|     |     | Jaromír Schneider (cs)     | 1er novembre 1996 - 2 mai 1997 (6 mois et 1 jour)              | KDU-ČSL   | Klaus II        |
|     |     | Tomáš Kvapil (cs)          | 12 mai 1997 - 2 janvier 1998 (7 mois et 21 jours)              | KDU-ČSL   | Klaus II        |
|     |     | Tomáš Kvapil (cs)          | 2 janvier - 17 juillet 1998 (6 mois et 15 jours)               | ODS       | Tošovský        |
|     |     | Jaromír Císař (cs)         | 22 juillet 1998 - 26 avril 2000 (1 an, 9 mois et 4 jours)      | ČSSD      | Zeman           |
|     |     | Petr Lachnit (cs)          | 27 avril 2000 - 15 juillet 2002 (2 ans, 2 mois et 18 jours)    | ČSSD      | Zeman           |
|     |     | Pavel Němec                | 15 juillet 2002 - 4 août 2004 (2 ans et 20 jours)              | US-DEU    | Špidla          |
|     |     | Jiří Paroubek              | 4 août 2004 - 25 avril 2005 (8 mois et 21 jours)               | ČSSD      | Gross           |
|     |     | Radko Martínek             | 25 avril 2005 - 4 septembre 2006 (1 an, 4 mois et 10 jours)    | ČSSD      | Paroubek        |
|     |     | Petr Gandalovič            | 4 septembre 2006 - 9 janvier 2007 (4 mois et 5 jours)          | ODS       | Topolánek I     |
|     |     | Jiří Čunek                 | 9 janvier - 7 novembre 2007 (9 mois et 29 jours)               | KDU-ČSL   | Topolánek II    |
|     |     | Milan Půček (cs) (intérim) | 7 novembre - 12 novembre 2007 (5 jours)                        | Sans      | Topolánek II    |
|     |     | Jiří Vačkář (cs) (intérim) | 12 novembre 2007 - 2 avril 2008 (4 mois et 21 jours)           | Sans      | Topolánek II    |
|     |     | Jiří Čunek                 | 2 avril 2008 - 23 janvier 2009 (9 mois et 21 jours)            | KDU-ČSL   | Topolánek II    |
|     |     | Cyril Svoboda              | 23 janvier - 8 mai 2009 (3 mois et 15 jours)                   | KDU-ČSL   | Topolánek II    |
|     |     | Rostislav Vondruška        | 8 mai 2009 - 13 juillet 2010 (1 an, 2 mois et 5 jours)         | Sans      | Fischer         |
|     |     | Kamil Jankovský            | 13 juillet 2010 - 10 juillet 2013 (2 ans, 11 mois et 27 jours) | VV, LIDEM | Nečas           |
|     |     | František Lukl             | 10 juillet 2013 - 29 janvier 2014 (6 mois et 19 jours)         | Sans      | Rusnok          |
|     |     | Věra Jourová               | 29 janvier - 8 octobre 2014 (8 mois et 9 jours)                | ANO 2011  | Sobotka         |
|     |     | Karla Šlechtová            | 8 octobre 2014 - 13 décembre 2017 (3 ans, 2 mois et 5 jours)   | Sans      | Sobotka         |
|     |     | Klára Dostálová            | 13 décembre 2017 – 17 décembre 2021 (4 ans et 4 jours)         | Sans      | Babiš I et II   |
|     |     | Ivan Bartoš                | Depuis le 17 décembre 2021 (3 ans, 2 mois et 25 jours)         | ČSP       | Fiala           |